# Villa Beatrice
La villa Beatrice est une villa éclectique située dans la commune de Portofino en Italie.

## Histoire
La villa, conçue par le célèbre architecte Gino Coppedè, est construite vers 1913 sur commande d'Attilio Odero, sénateur et entrepreneur dans le secteur de la construction navale. Après la Seconde Guerre mondiale, la résidence passe à Enrico Piaggio, fils d'Elena Odero, puis à la famille Tonolli et aux Costa-Ardissone.
La propriété est acquise en 2021 par la marque Belmond, une chaîne hôtelière internationale achetée en 2018 par le groupe LVMH, appartenant à la famille Arnault.

## Description
La villa est située dans une position panoramique surplombant la mer sur la promontoire de Punta Cajega et dispose d'un grand jardin entouré du parc naturel régional de Portofino, créé en 1935.
La villa, qui présente style éclectique inspiré de l'architecture néogothique, ressemble à un château. Le bâtiment, réparti sur quatre niveaux, se caractérise par la juxtaposition d'une tour. Loggias, balcons en saillie et biforas font partie des éléments décoratifs. Le revêtement des façades est en pierre, en plâtre décoré avec des carreaux colorés et en ciment blanc.

## Galerie d'images

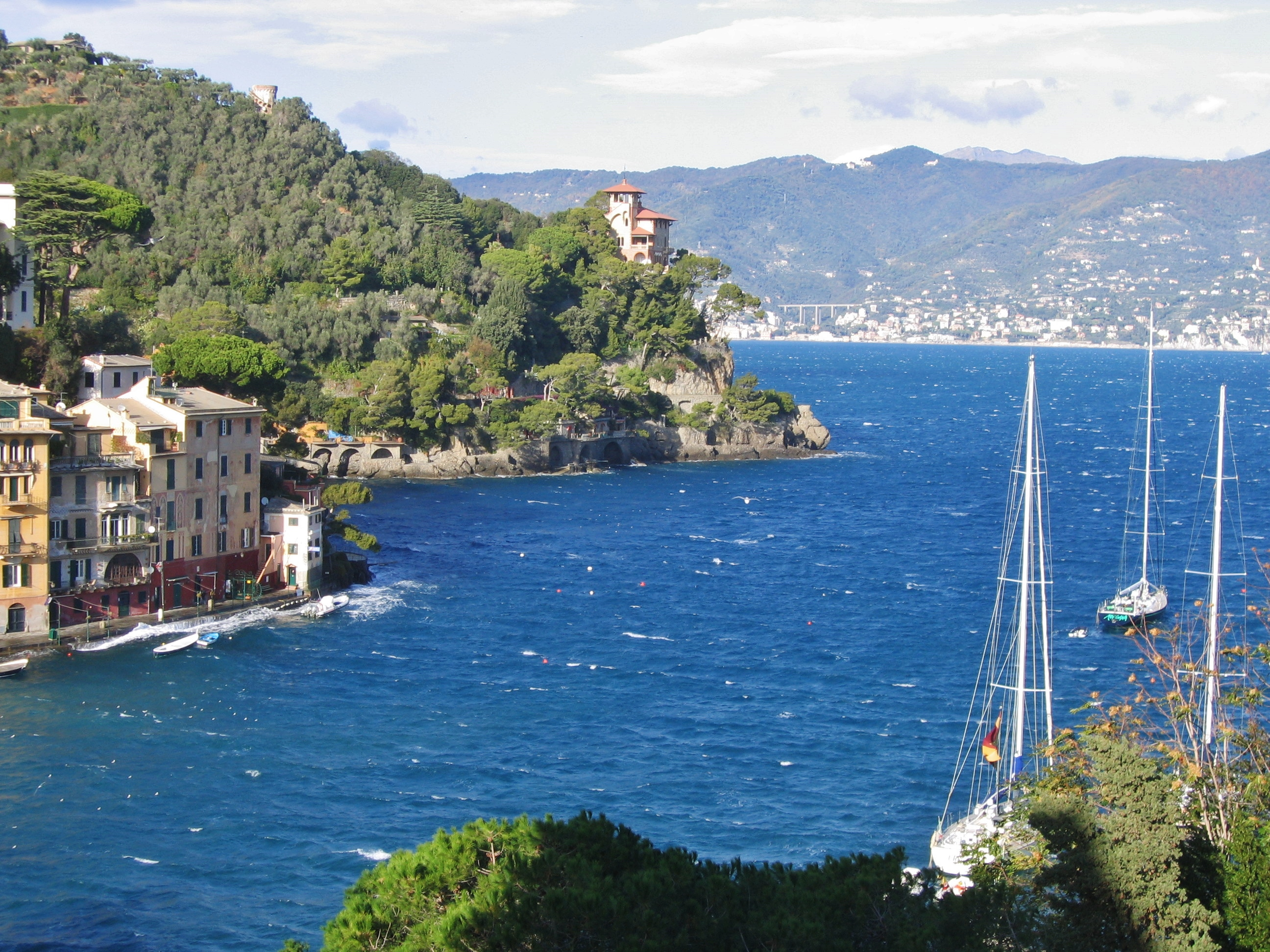
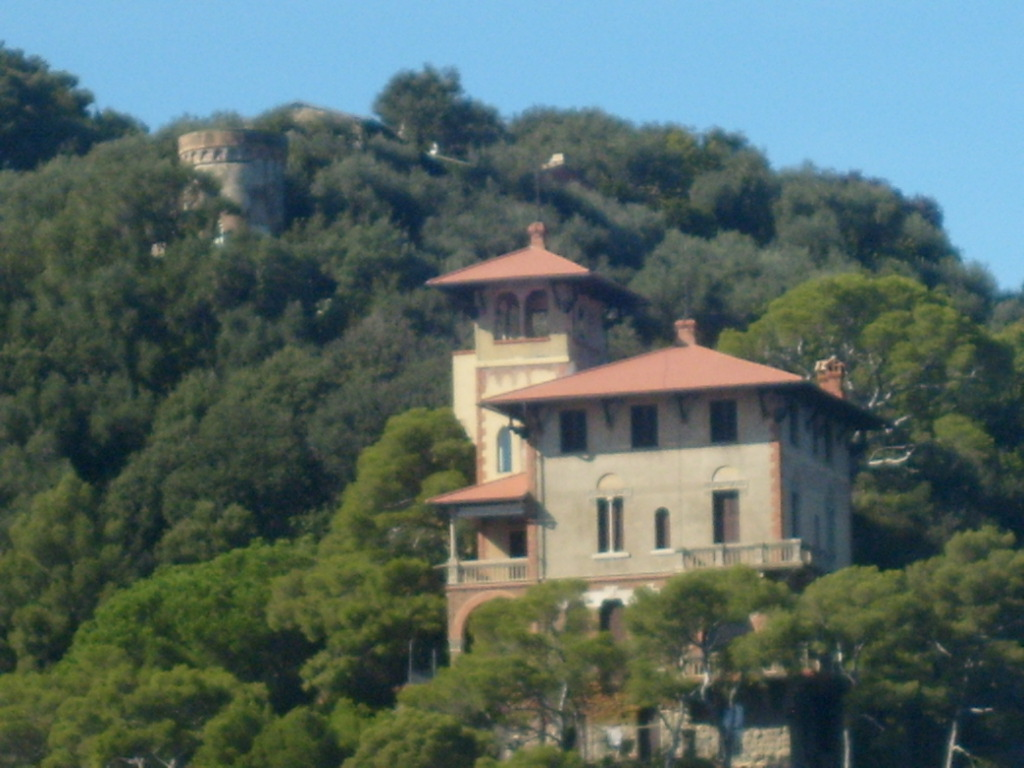
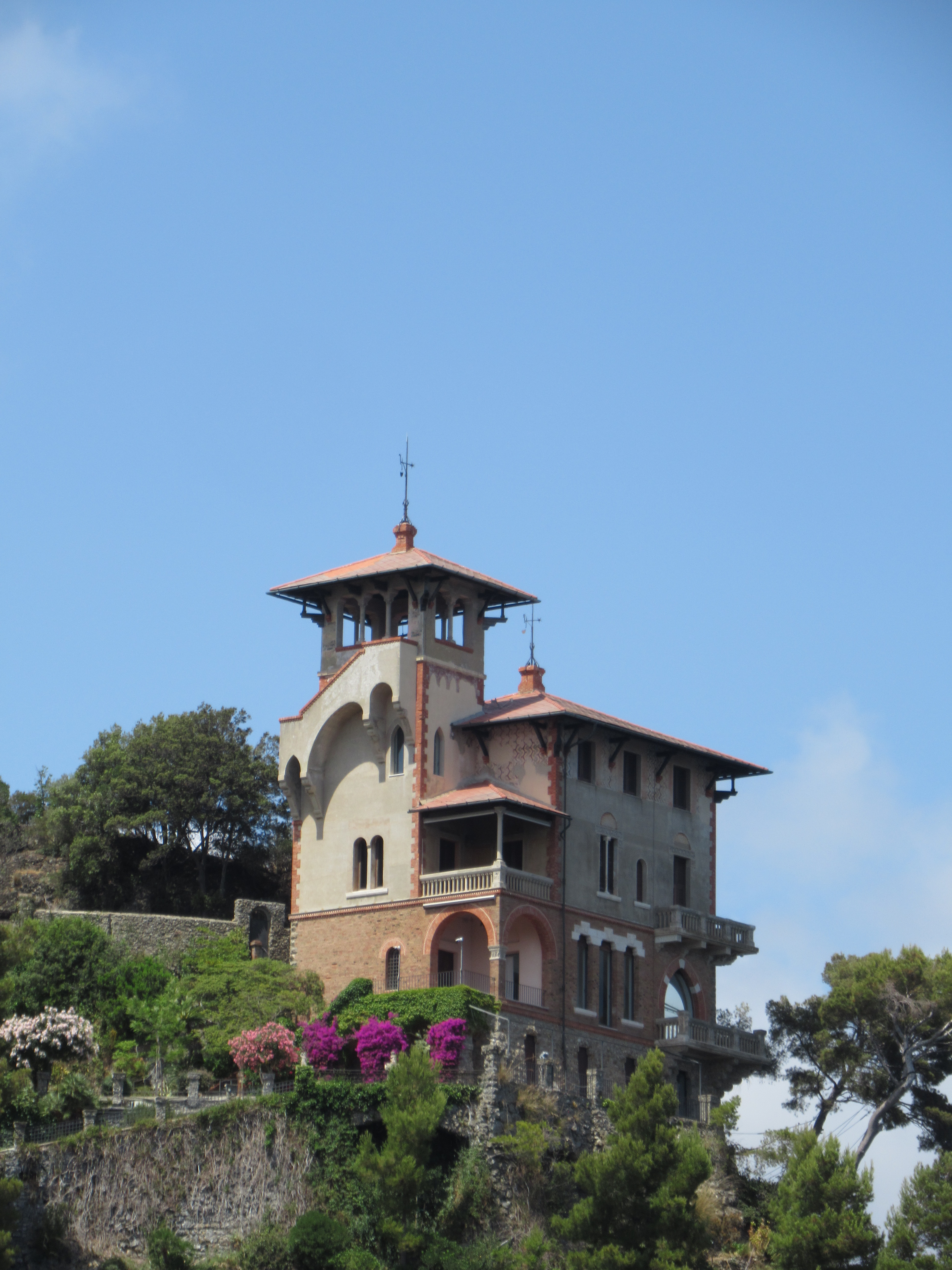